# Frosinone
Frosinone – miasto i gmina we Włoszech, w regionie Lacjum, w prowincji Frosinone.
Według danych na rok 2023 gminę zamieszkiwało 43 325 osób, 924,75 os./km².
W mieści swoją siedzibę ma klub piłkarski Frosinone Calcio, który w sezonie 2023/2024 występuje w Serie A.